# تپه شاه اسماعیل ۳
تپه شاه اسماعیل ۳ مربوط به سدهٔ ۷ و ۸ ه. ق. است و در شهرستان زابل، بخش میانکنگی، دهستان قرقری، ۶۷۵ متری جنوب غربی روستای علیخان زمان واقع شده و این اثر در تاریخ ۲۸ اسفند ۱۳۸۵ با شمارهٔ ثبت ۱۸۹۶۶ به‌عنوان یکی از آثار ملی ایران به ثبت رسیده است.